# Kurgan
Kurgan (ros. Куpгaн) – miasto w azjatyckiej części Rosji, nad Tobołem (dopływ Irtysza), stolica obwodu kurgańskiego. Zamieszkane przez około 312,3 tys. mieszkańców (2020).

## Historia
Miasto założono w 1662, a prawa miejskie nadano w 1782 roku.
W mieście istnieje klinika i szpital chorób układu ruchowego. Założycielem kliniki był Gawriił Ilizarow (1921–1992). Jego osiągnięcia w leczeniu i wydłużaniu kończyn metodą metalowych pierścieni (aparat Ilizarowa) są znane na całym świecie.
 Order Czerwonego Sztandaru Pracy (1982)

## Transport
- Port lotniczy Kurgan

## Sport
- Toboł Kurgan – klub piłkarski
- Zauralje Kurgan – klub hokejowy

## Ludzie związani z miastem
- Daniel (Dorowskich) (ur. 27 grudnia 1960), metropolita kurgański i biełozierski
- Gawriił Ilizarow (ur. 15 czerwca 1921 – zm. 24 lipca 1992), ortopeda
- Józef (Bałabanow) (ur. 31 stycznia 1954), metropolita kurgański i biełozierski
- Konstantyn (Gorianow) (ur. 23 marca 1951), arcybiskup kurgański i szadriński
- Dmitrij Kołtakow (ur. 6 grudnia 1990), żużlowiec
- Łarisa Korobiejnikowa (ur. 26 marca 1987), florecistka
- Dmitrij Łośkow (ur. 12 lutego 1974), piłkarz rosyjski grający na pozycji ofensywnego pomocnika
- Aleksandr Mieńszczikow (ur. 1 października 1973), zapaśnik w stylu klasycznym
- Michał (Raskowałow) (ur. 10 lutego 1953 – zm. 11 sierpnia 2008), biskup kurgański i szadryński
- Jana Romanowa (ur. 11 maja 1983), biathlonistka
- Siergiej Rublewski (ur. 15 października 1974), szachista, arcymistrz
- Julija Sawiczewa (ur. 14 lutego 1987), piosenkarka
- Irina Starych (ur. 26 sierpnia 1987), biathlonistka
- Jelena Tiemnikowa (ur. 18 kwietnia 1985), piosenkarka i liderka trio Serebro

## Miasta partnerskie
- Rufina
- Appleton